# Annika Bengtzon
Annika Bengtzon é uma personagem de ficção de novelas policiais, criada pela escritora sueca Liza Marklund.
Teria nascido no dia 21 de março na pequena localidade de Hälleforsnäs, na província histórica da Södermanland, e mora em Kungsholmen, em Estocolmo.
É jornalista no jornal fictício Kvällspressen.